# Цесарка чорна
Цесарка чорна (Agelastes niger) — вид куроподібних птахів родини цесаркових (Numididae).

## Поширення
Цесарка чорна поширена в Центральній Африці. Трапляється на крайньому південному сході Нігерії, заході та півдні Камеруну, в Екваторіальній Гвінеї, Габоні, Республіці Конго, на півночі Демократичної Республіки Конго, в Кабінді (Ангола).

## Опис
Птах завдовжки до 42 см, вагою 700 г. Самці більші за самиць. Оперення тіла чорного забарвлення. Шия та більша частина голови без пір'я, з червоною шкірою. На вершині голови чубчик з чорного пір'я. На нозі у самців є 1-3 довгих шпори. У самиць шпори відсутні або є одна невелика.

## Спосіб життя
Птах живе у субтропічних вологих лісах з густим підліском. Трапляється невеликими зграями або парами. Живиться насінням, ягодами, комахами.